# دو جزم تجربه‌گرایی
«دو جزم تجربه گرایی » (Two Dogmas of Empiricism) مقاله‌ای از فیلسوف تحلیلی، ویلارد کواین است که در سال 1951 منتشر شد. بر اساس دیدگاه گادفری-اسمیت، این مقاله بعضاً به عنوان مهم‌ترین مقاله فلسفی قرن بیستم تلقی می‌شود. این مقاله به دو جنبه اصلی فلسفه اثبات‌گرایی منطقی حمله می‌کند: اولی، دسته‌بندی ترکیبی و تحلیلی میان حقایق تحلیلی و حقایق ترکیبی است و دومی، مفهوم فروکاست‌گرایی.

"دو جزم" از شش بخش تشکیل شده. چهار بخش اول بر مفهوم و معنای تحلیلی بودن گزاره‌ها متمرکز است و دو بخش آخر بر فروکاست‌گرایی. کواین بر روی نظریه معنایی که توسط اثبات‌گرایان منطقی ارائه شده، متمرکز می‌شود. همچنین او نظریه کل‌گرایانه خود را درباره معنا، ارائه می‌دهد.